# Gromada Wapienica
Die Gromada Wapienica war eine Verwaltungseinheit in der Volksrepublik Polen zwischen 1954 und 1972. Verwaltet wurde die Gromada vom Gromadzka Rada Narodowa, dessen Sitz in Wapienica (heute Stadtteil von Bielsko-Biała) befand und aus 22 Mitgliedern bestand.

Die Gromada Wapienica gehörte zum Powiat Bielski in der Woiwodschaft Katowice (damals Stalinogród) sie bestand aus dem Dorf Wapienica, das zuvor bereits eine Gromada war und der Siedlung Jaworze Średnie sowie dem Weiler Nowe Międzyrzecze, der aufgelösten Gmina Jaworze und Gmina Międzyrzecze Górne. 

Zum 1. Januar 1969 erhielt die Gromada Wapienica Flächen aus der aufgelösten Gromada Kamienica sowie einige Flächen von  Aleksandrowice (heute Stadtteil von Bielsko-Biała).

Mit der Gebietsreform zum 1. Januar 1973 wurde die Gromada Wapienica aufgelöst und die Gmina Wapienica wurde gebildet.